# 篠原孝太朗
篠原 孝太朗（しのはら こうたろう、1986年10月29日 - ）は、日本の男性声優。東京都出身。リマックス所属。

## 略歴
専門学校東京アナウンス学院、AIR AGENCY声優養成所卒業。
2020年12月にAIR AGENCYを退所し、2021年2月よりリマックス所属となった。

## 人物
趣味は音楽、映画鑑賞、麻雀、ゲーム、カードゲーム（マジック:ザ・ギャザリング）。資格は普通自動車免許、漢字検定準二級。特技はDTM、ギター、映像編集。

## 出演
太字はメインキャラクター。

### テレビアニメ
2012年
- カンピオーネ! 〜まつろわぬ神々と神殺しの魔王〜（男性B）

2013年
- 這いよれ!ニャル子さんW（男）
- プピポー!（2013年 - 2014年、首なし幽霊、幽霊②、ペラペラ幽霊）

2014年
- 失われた未来を求めて（男子生徒）

2016年
- 甲鉄城のカバネリ（矢作）
- アクティヴレイド -機動強襲室第八係- 2nd（警官）
- DAYS（係員、テキ屋）

2017年
- GRANBLUE FANTASY The Animation（帝国兵A、村人男B）
- 名探偵コナン（市村絶人、鑑識）
- アリスと蔵六（研究員、教師）
- パズドラクロス（黒服A）
- クレヨンしんちゃん（部下B）

2018年
- 銀魂.（攘夷志士）
- 斉木楠雄のΨ難（男子生徒D、男子生徒B、店員、男子生徒C）
- Back Street Girls -ゴクドルズ-（組員）
- ユリシーズ ジャンヌ・ダルクと錬金の騎士（愛国者、貴族C、兵士B）

2019年
- モブサイコ100 II（不動産屋）
- 荒野のコトブキ飛行隊（町の男、店主、客、議員）
- 文豪ストレイドッグス（GSS D）
- ぼくたちは勉強ができない（観客A）
- とある科学の一方通行（アンチスキル、ガードマン、DA兵）
- 戦姫絶唱シンフォギアXV（職員A）
- バビロン（2019年 - 2020年、キャスター、飯田〈捜査員〉、政府スタッフB）
- 慎重勇者〜この勇者が俺TUEEEくせに慎重すぎる〜（ジェイミー）
- ぬるぺた（医療スタッフA、先生）

2020年
- あひるの空（北住部員、1年3組生徒、化学部部長）
- とある科学の超電磁砲T（研究員）
- アイドリッシュセブン シリーズ（2020年 - 2022年、男子大学生、AD B） - 2シリーズ
- グレイプニル（炭谷）
- 炎炎ノ消防隊 弐ノ章（聖陽教徒、第2隊員）
- ゴールデンカムイ（観客）
- ストライクウィッチーズ ROAD to BERLIN（男性士官）
- ダンジョンに出会いを求めるのは間違っているだろうかIII（冒険者）

2021年
- WIXOSS DIVA(A)LIVE（男性A、お客A、観客A、セレクター）
- たとえばラストダンジョン前の村の少年が序盤の街で暮らすような物語（審判、軍人A）
- 86-エイティシックス-（クロト・ヒニエ） - 2シリーズ
- ひげを剃る。そして女子高生を拾う。（観客）
- 死神坊ちゃんと黒メイド（露天商）

2022年
- 現実主義勇者の王国再建記（部下）
- VAZZROCK THE ANIMATION（直助の父）

2023年
- 転生王女と天才令嬢の魔法革命（重臣）
- 解雇された暗黒兵士（30代）のスローなセカンドライフ（ベストフレッド）
- Buddy Daddies（チンピラ）
- Lv1魔王とワンルーム勇者（隊員A）
- 帰還者の魔法は特別です（アウター）

2024年
- 異修羅（野盗）
- ラグナクリムゾン（銀装兵団員たち、魔法士、魔法士たち、神民たち）
- 神之塔 -Tower of God-（ヒョンチョン、刀男） - 2シリーズ
- 異世界スーサイド・スクワッド（ギャングC）
- 転生したらスライムだった件（チーム豪雷B）
- 魔王2099（村人）
- BLEACH 千年血戦篇-相剋譚-（死神）

2025年
- どうせ、恋してしまうんだ。
- グリザイア:ファントムトリガー（CIRF隊員A）
- SAKAMOTO DAYS（ディーラー）
- トリリオンゲーム（ヤジ馬男性）
- 鬼人幻燈抄（男）

### 劇場アニメ
- 劇場版 はいからさんが通る 後編 〜花の東京大ロマン〜（2018年、馬賊）
- 甲鉄城のカバネリ 海門決戦（2019年、矢作、玄路兵）

### Webアニメ
- いたずら魔女と眠らない街（2017年、男性警官）
- クレヨンしんちゃん外伝 お・お・お・のしんのすけ（2017年、若い男、男、おじさん、コーラス）
- できるかな（2017年、山崎一夫）
- ガンダムビルドダイバーズRe:RISE（2019年、ダイバー、ヒロトのクラスメイト）

### ゲーム
2012年
- アラド戦記
- ギルティクラウン ロストクリスマス
- BLAZBLUE

2013年
- 死神稼業〜怪談ロマンス〜
- 蒼穹のスカイガレオン（2013年 - 2016年、デュオニュソス、ベリアル、マナナン・マクリール、オェングス、バフォメット、マルドゥク、ケンレンタイショウ、キョウコウ、エンテイシンノウ、タケミカヅチ、アレス、スラオシャ、シームルグ）
- 這いよれ！ニャル子さん 名状しがたいゲームのようなもの
- ロミオVSジュリエット

2014年
- 里見八犬伝 八珠之記
- BLACK CODE（フェル＝ファウスト）

2015年
- Un:BIRTHDAY SONG〜愛を唄う死神〜
- うたわれるもの 偽りの仮面
- 幻獣契約クリプトラクト（ヴァンジャス）
- 里見八犬伝 村雨丸之記
- 創作アリスと王子さま!（風丘拓真）
- ダイスの神（イオン）

2016年
- うたわれるもの 二人の白皇
- エターナルリンケージ（エドガー）
- 逆転オセロニア（オルメレフ）
- グランドサマナーズ（ワーグル）
- 誰ガ為のアルケミスト（土大精テーレ）
- マクロスΔスクランブル（空中騎士団 オペレーター）
- ロードモバイル（不死公爵ライオネル）

2017年
- SOCCER LOVE（主人公）
- ダンジョントラベラーズ2-2 闇堕ちの乙女とはじまりの書（ペギン・マッコイ 他）
- デスティニーチャイルド（バズーカ）

2018年
- 絶体絶命都市4Plus -Summer Memories-（風間智也）

2019年
- コール オブ デューティ モダン・ウォーフェア

2020年
- グランブルーファンタジー（2020年 - 2023年、イーウィヤ〈竜〉、国王の守護精霊、ミレイユの父親 他）

2021年
- ELYON（バルカン 他）
- BLESS MOBILE（ゲルバン 他）

2022年
- タクティクスオウガ リボーン（ダゴン）

2023年
- ヘブンバーンズレッド（習志野ドーム住人）
- BLUE PROTOCOL
- アーマード・コアVI ファイアーズオブルビコン

2024年
- 龍が如く8
- グランブルーファンタジー リリンク
- 18TRIP

### ドラマCD
- 息遣いシリーズ「アイドル編」
- 黒子のバスケ DRAMA THEATER 2nd GAMES
- トゥルース（野添）
- 謎の彼女X
- 文豪シリーズ
  - 不良文豪とホスト
  - 文豪失格
  - 文豪の神様
  - 文豪バトルロワイアル
  - 吾輩たちは文豪である
- 二重螺旋6 業火顕乱（土屋）
- 魔彼 天編4巻「Gier」
- 妖怪アパートの幽雅な日常

### デジタルコミック
- ジャンプチャンネル ボイスコミック
  - 負けヒロインを勝たせたい!!（2021年、木村[31]）
  - Fけん（2021年、他校部員[32]）

### 吹き替え

#### 映画
- YESデー -ダメって言っちゃダメな日-
- 1944 独ソ・エストニア戦線（カール・タミク）
- イリュージョン（デニス）
- ウィーク・オブ・ウェディング（ジェイ）
- ウッドローン（スターンズ）
- オゾンビ
- ザ・ヴィジランテ 世界最強の私設軍隊（ザ・ギーク）
- シー・ヴァイパー 潜航作戦!U235を追え!!
- 13の選択（エリオット）
- タルーラ 〜彼女たちの事情〜
- チェインド（ラビット/ティム〈エイモン・ファーレン〉）
- 超 西遊記（法師）
- ディープ・インフェルノ（スコット）
- DRAGON アルマン（アルマン）
- トラップ（爆弾処理班）
- バイオ・インフェクション
- ヒーズ・オール・ザット（ローガン）
- FLINT 〜フリント・無敵の男〜
- 余命90分の男（トミー・アルトマン）

#### ドラマ
- クワンティコ/FBIアカデミーの真実（ウィル・オルセン）
- 刑事☆コムラッド 〜同志に別れを〜（マルク・ミクロス）
- 三国志〜趙雲伝〜（周瑜）
- トランスポーター ザ・シリーズ ニューミッション（ジュールス・ファルーク）
- ナイト・マネジャー
- 何様なのよ?（カーツ）
- ノクドゥ伝〜花に降る月明り〜（パク・ダノ、ペク従事官）
- 秘密結社ベネディクト団（S.Q.）
- 華政（ジャギョン）
- ペントハウス
- ホワイト・クイーン 白薔薇の女王（グロスター公リチャード）
- 恋愛体質〜30歳になれば大丈夫（ミンジュン、ソン局長）

#### テレビ番組
- メイクアップ・スター（リー）

#### アニメ
- ネクスト ロボ
- ホワット・イフ...?
- レゴフレンズ ハートレイク ストーリー（チェット）

### アニメPV
- つくも神は青春をもてなさんと欲す（十月十日）

### ボイスオーバー
- 最終警告!たけしの本当は怖い家庭の医学
- スーパープレゼンテーション（ショーン・エイカー）
- 世界HOTジャーナル
- 未来世紀ジパング
- BS世界のドキュメンタリー
- レイチェルのおいしい旅レシピ
- レイチェルのキッチンノート

### ナレーション
- KDDI スマートグラス WEB動画
- FJネクスト ガーラ新横浜グランドステージ
- 環境省アプリ カメラdeしんきゅうさん
- ゴッドハンドと呼ばれて
- 東京二八蕎麦（二八さん）
- ベルーナ インフォマーシャル
- POCHI ザ・ドッグフード紹介ムービー「エイジングケア編」WEB動画

### CM
- ガリバー ラジオCM
- ザ・マーチャント・オブ・ファクトリーズ icedandy WEBCM
- 昭和産業 混ぜ餃子の素
- デファクトスタンダード ブランディア ラジオCM
- 東京コミコン2017
- 東都自動車
- ビズリーチ ラジオCM

### VP
- 飯農電池研究所
- 環境省 都市鉱山
- メガネトップ

### パチンコ・パチスロ
- エウレカセブンAO
- 燃えよドラゴン

### オーディオブック
- audiobook.jp
  - ST 警視庁科学特捜班
    - ST 警視庁科学特捜班 青の調査ファイル
    - ST 警視庁科学特捜班 毒物殺人＜新装版＞
    - ST 警視庁科学特捜班 黒いモスクワ

  - 総理の夫 First Gentleman
  - 扉は閉ざされたまま
  - 間宮兄弟
  - 余命10年
- Audible
  - 人生は90秒で変わる!
  - 新・平家物語
    - 新・平家物語 02 九重の巻
    - 新・平家物語 03 ほげんの巻
    - 新・平家物語 05 常磐木の巻
    - 新・平家物語 07 みちのくの巻
    - 新・平家物語 09 御産の巻

  - 100万人の心を揺さぶる感動のつくり方

### 舞台
- 東京二期会 オペラ「トゥーランドット」

### その他コンテンツ
- Situation voice contents 女性向け・禁断極上シチュエーションボイス
  - ヴァンパイア伯爵と呼ばれる男に、君を味あわせて……。 今宵は、君を味あわせて欲しい……、君を欲しているんだ （原題のママ）
  - 究極の選択・2人の戦国武将から、突然の求婚!?（伊達）

### シリーズ一覧
1. ↑  第2期『Second BEAT!』（2020年）、第3期『Third BEAT!』第2クール（2022年）
2. ↑  第1クール（2021年）、第2クール（2021年）
3. ↑  第2期『王子の帰還』（2024年）、第2期『工房戦』（2024年）